# Congrès de Livourne
Le XVIIe Congrès du Parti socialiste italien, plus communément désigné comme le Congrès de Livourne, se tint du 15 au 21 janvier 1921 au Théâtre Carlo Goldoni de Livourne. Il se déroula dans un contexte général de tensions entre révolutionnaires et réformistes au sein du mouvement ouvrier international, et notamment quelques semaines seulement après le Congrès de Tours. Le débat, qui fut largement suivi en Italie et à l'étranger, se concentra sur la demande formulée par l'Internationale communiste aux partis la composant ou désirant l'intégrer d'exclure leurs membres réformistes. Après six jours marqués par un climat particulièrement tumultueux, le congrès vit la scission du courant communiste, qui, devant le refus de la majorité du parti d'accepter les exigences de l'Internationale et d'exclure les réformistes, abandonna les discussions et fonda le Parti communiste d'Italie.

## Contexte du Congrès

### Les directives internationales

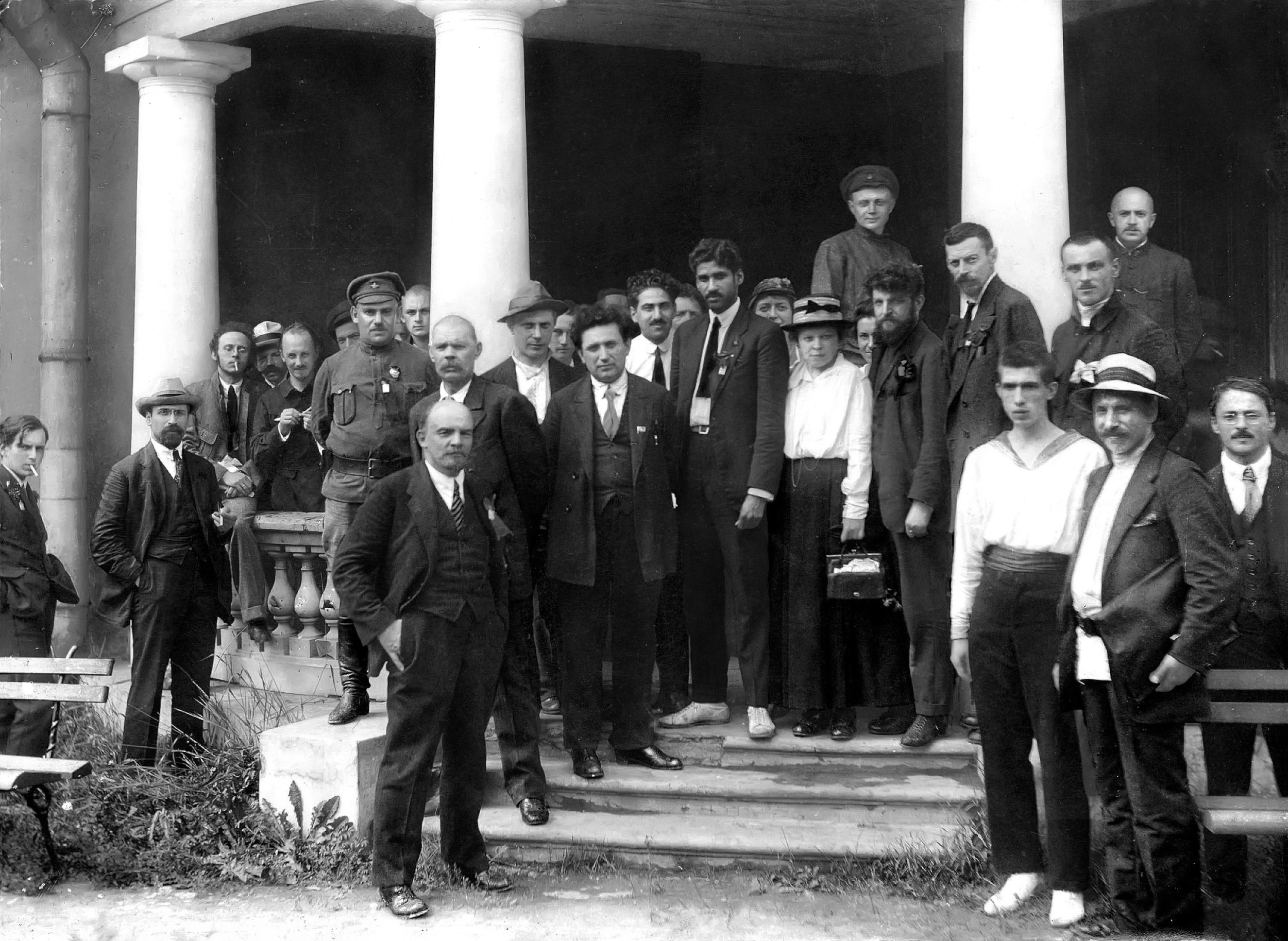
Les délégués du IIe Congrès de l'Internationale communiste, à Pétrograd, durant l'été 1920

Durant l'été 1920, le IIe Congrès de l'Internationale communiste fixe 21 points rigides et prérequis qui en forment les conditions d'admission pour les partis. Un des thèmes majeurs de ces points est la volonté d'exclure des potentiels partis membres (également tenus d'adopter le nouvel adjectif de "communiste) les socialistes réformistes, désormais tenus pour des contre-révolutionnaires. Dans la situation italienne, une telle exigence est renforcée par la critique selon laquelle le Parti socialiste italien, notamment en raison de ce que certains désignent comme le "sabotage" de la Confédération générale du travail, n'a pas su exploiter l'opportunité révolutionnaire du Biennio rosso,. Le PSI a en effet laissé toute l'initiative au syndicat, porteur d'une tactique d'avancée progressive qui trouve son apogée dans l'accord du 15 septembre 1920 avec le patronat : conclu avec la médiation du chef du gouvernement Giovanni Giolitti, l'accord garantit des augmentations salaires, mais aucune avancée politique significative, montrant l'incapacité significative du mouvement socialiste d'affronter l'hégémonie de la bourgeoisie avec des instruments adéquats.
Le PSI, membre de l'Internationale communiste depuis le Congrès de Bologne d'octobre 1919 (ratifiant ainsi les conclusions émises par la direction dès le mois de mars), avait alors marqué un tournant à gauche du parti, avec l'affirmation du courant maximaliste sur celui réformiste et la place centrale donnée à la question de la conquête violente du pouvoir et de l'instauration de la dictature du prolétariat. Toutefois, les requêtes du IIe Congrès de l'Internationale, et notamment l'acceptation de l'intégralité des 21 points (et donc l'expulsion des réformistes), sont mal accueillies par la majorité maximaliste guidée par Giacinto Menotti Serrati, qui craint que le départ de figures majeures comme Filippo Turati, Claudio Treves ou Ludovico D'Aragona n'éloigne du parti le nombre significatif de travailleurs qui leur sont proches. Serrati considère également injuste l'exclusion de l'aile droite du parti, celle-ci n'ayant ni participé aux gouvernements bourgeois, ni appuyé l'intervention dans la Première Guerre mondiale, contrairement aux réformistes français et allemands également visés par le Komintern.
Malgré tout, l'aile gauche du parti (la future fraction "purement communiste") obtient en septembre, après trois jours de vives discussions, un vote de majorité de la direction sur l'ordre du jour signé par Umberto Terracini et recevant sans réserves les 21 points, préfigurant la rupture avec les réformistes dans l'optique d'une scission "à droite" qui, explique Terracini, « serait restée diffuse très superficiellement dans tout le parti » et « n'aurait pas eu de grande influence chez les masses ». Le document fut voté, en plus de son signataire, par Egidio Gennari, Ivan Regent, Giuseppe Tuntar, Casimiro Casucci, Tito Marziali et Ambrogio Belloni, tandis que cinq votes (ceux de Serrati, Adelchi Baratono, Emilio Zannerini, Giovanni Bacci et Gino Giacomini) allèrent au document destiné à être l'origine de la motion du futur Congrès dite "unitaire", insistant sur l'unité du parti et revendiquant une autonomie dans l'application des directives internationales,. À la lumière d'un tel résultat, Serrati donna sa démission de son poste de directeur de l'Avanti!, journal officiel du parti, mais la majorité communiste décide de le maintenir temporairement.

### L'élaboration des motions
À la veille du Congrès, le PSI est divisé en trois factions principales, en plus de deux groupes mineurs : l'aile droite de la "concentration socialiste", proche des positions du réformisme progressif de Turati ; au centre, la majeure partie des maximalistes (les "communistes unitaires") de Serrati ; à gauche, les "communistes purs", menés par Amadeo Bordiga. Se trouvent de plus, dans une position intermédiaire entre réformistes et communistes unitaires, les "révolutionnaires intransigeants" de Costantino Lazzari, et, au flanc des communistes, le groupe de la "circulaire" guidé par Antonio Graziadei et Anselmo Marabini, qui, bien que fidèle aux directives du Komintern, entend travailler dans l'optique d'une réconciliation.
Les membres de l'aile droite constituent un courant limité en nombre, mais disposant du contrôle du groupe parlementaire et de la CGL. Leur motion, signée par D'Aragona et Gino Baldesi, eux-mêmes dirigeants de premier plan du syndicat, est élaborée lors d'une conférence organisée du 10 au 12 octobre 1920 à Reggio d'Émilie ; le document revendique le bon travail quotidien effectué jusqu'alors par le Parti socialiste italien et demande le maintien de sa dénomination, soutenant d'autre part la nécessité de l'unité du parti, garantie par protection de la liberté d'expression, à laquelle doit cependant correspondre une discipline rigide dans l'action décidée par la majorité. La motion confirme l'adhésion au Komintern, mais demande une autonomie interprétative dans l'application des 21 points et, mettant en discussion les points essentiels de la motion victorieuse du Congrès de Bologne, refuse la vision selon laquelle la conquête du pouvoir doit s'effectuer par la violence et que la dictature du prolétariat, entendue comme « une nécessité transitoire imposée par des situations spécialistes et non comme une obligation programmatique », doive se modeler inévitablement sur la situation russe. Elle soutient ainsi « toutes les tentatives possibles de s'approcher du régime socialiste », bien que jugeant puéril l'idée de bouleversements révolutionnaires à brève échéance dans les pays les plus riches.
La motion maximaliste unitaire, ou "centriste", est composée à Florence et signée par Serrati, Baratono, Bacci, Riccardo Momigliano, Francesco Frola, Arturo Vella et Cesare Alessandri. Elle souligne la nécessité d' « affermir l'unité du Parti pour joindre mieux et plus vite à la conquête de tout le pouvoir politique », conquête à entreprendre par tout moyen compatible avec l' « absolue intransigeance de classe », dans le but de la révolution communiste à préparer par « voie légale et extra-légale ». Le document maximaliste maintient également l'adhésion à la IIIe Internationale, demandant néanmoins la possibilité d'appliquer les 21 points selon les conditions des différents pays et de conserver provisoirement la dénomination de "socialiste", afin que n'en abusent pas les « scissionnaires de hier et de demain ».

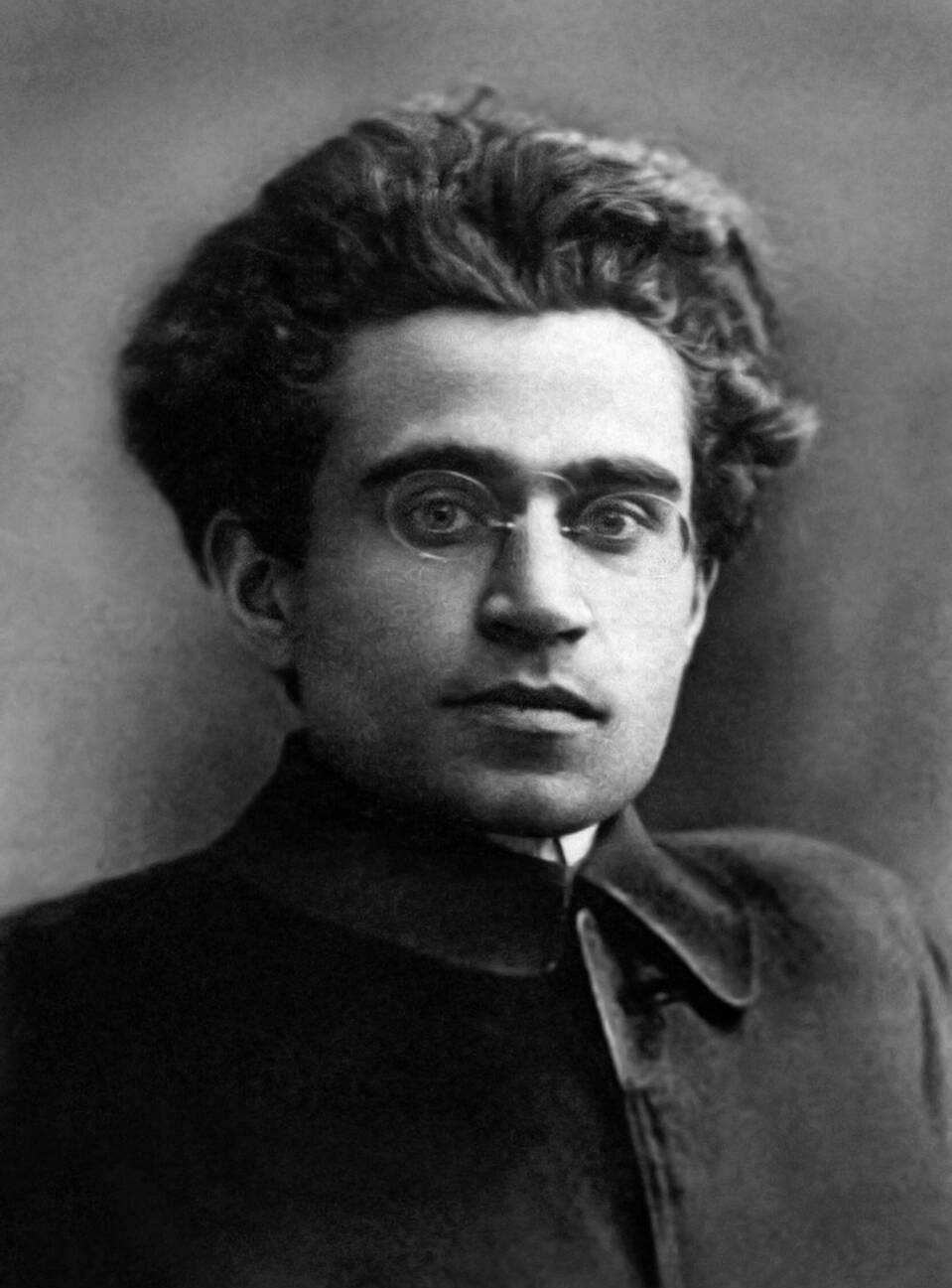
Antonio Gramsci, un des principaux membres du "groupe turinois"

L'aile gauche se consolide en une structure pouvant être considérée de fait comme « déjà un parti » : la faction communiste se constitue à Milan le 15 octobre, et publie un manifeste-programme se posant en opposition aussi bien des réformistes qui des maximalistes décidés à ne pas se séparer de l'aile droite. Le document est signé par Bordiga, Gramsci, Terracini et Francesco Misiano, par les maximalistes de gauche Nicola Bombacci, Luigi Repossi et Bruno Fortichiari et par le secrétaire de la Fédération de la jeunesse socialiste, Luigi Polano. Les deux âmes de principales du courant communiste sont ainsi le groupe turinois regroupé autour du journal L'Ordine Nuovo et celui lié à l'hebdomadaire de Naples Il Soviet, guidé par Bordiga, qui a entretemps renoncé au principe de l'abstention et qui prend un rôle proéminent dans la faction. La motion présentée par le courant à Livourne, votée lors d'une réunion tenue à Imola les 28 et 29 novembre, est la plus élaborée : elle confirme l'adhésion à la Troisième Internationale, en accepte pleinement les directives, à partir de la décision « de changer le nom du Parti en Parti communiste d'Italie (Section de la IIIe Internationale communiste) » et de celle d'expulser tous les adhérents de faction de l'aile droite et tous les inscrits votant au Congrès contre l'application complète des 21 points du Komintern et le programme communiste. Ce dernier est partie intégrante du document présenté par la faction et se développe en dix points, qui mettent en évidence, entre autres, le rôle du parti politique de classe comme organise indispensable de la lutte révolutionnaire, l'importance de la finalisation de la lutte pour l'abattement violent du pouvoir bourgeois et l'instauration de la dictature du prolétariat, le statut du « système des Conseils de travailleurs (ouvriers et paysans » comme forme de représentation dans l'État prolétarien, l'objectif de la « gestion collective de la production et de la distribution », et enfin la disparition de la « nécessité de l'État politique ».

### Les unitaires en majorité

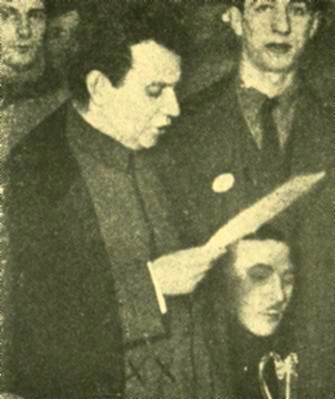
Le président de l'Internationale communiste en 1921, Grigori Zinoviev

La faction maximaliste unitaire, dont la position est désormais minoritaire au sein de la direction, obtient cependant une ample majorité lors des congrès provinciaux : la motion soutenue par Serrati y obtient environ 100 000 voix, contre 58 000 pour la motion communiste et 15 000 pour les réformistes. La perspective d'une "scission à droite", comme celles advenues au cours des mois précédents en France et en Allemagne, s'éloigne donc : à la veille du Congrès de Livourne, on considère au contraire la "scission à gauche" comme déjà irrévocablement décidée,. En effet, alors que le gros des communistes tient pour toujours plus nécessaire de rompre l'unité afin de sauver la perspective révolutionnaire à court terme, la majorité maximaliste, sur laquelle repose de fait la responsabilité de désigner la minorité devant quitter le parti, continue de refuser l'expulsion de l'aile modérée. 
Une telle situation fait monter la tension entre le PSI et le Komintern, malgré une tentative de conciliation par correspondance entre Serrati et le président de l'Internationale, Grigori Zinoviev, en novembre et décembre 1920 : une rencontre dans le but de clarifier la position des unitaires est programmée, mais la délégation italienne, devant l'imminence du congrès, renonce à ce long voyage. Zinoviev, dans une nouvelle lettre datée du 20 décembre, renouvelle le soutien du Komintern aux communistes purs et accuse Serrati de glisser à droite.
Même Lénine, pourtant admirateur du PSI pour son rapport étroit avec les masses ouvrières et reconnaissant aussi bien de son rôle important lors des conférences pacifistes de Zimmerwald et de Kiental que des épurations déjà effectuées en 1911 (contre les francs-maçons) et en 1915 (contre les interventionnistes comme Benito Mussolini), critique alors à plusieurs reprises le meneur maximaliste,, « avec la prévision erronée que Serrati finirait par chuter ». Au contraire, ce dernier, sentant que l'Italie « développée » est avec lui et que le soutien autour de ses positions s'amplifie, récapitule les raisons de son désaccord dans un long article dans l'Avanti! du 16 décembre, où il se défend de l'accusation d'opportunisme et revendique la nécessité de conserver l'unité pour préserver « le Parti, le Prolétariat et la Révolution d'une folle manie de destruction et de démolition ».
Jules Humbert-Droz écrit plus tard que Serrati est alors devenu l'unique adversaire de la IIIe Internationale en Occident ; ses articles sont repris par tous les ennemis du communisme et de la Révolution russe en Suisse, en France, en Allemagne et ailleurs. Étant donné son rôle de premier plan dans le mouvement socialiste mondial, sanctionné notamment par l'exercice de la fonction de président du IIe Congrès du Komintern, sa défense des réformistes italiens ne peut pas être lue comme une question de tactique locale uniquement, mais devient une défense du réformisme international contre le Komintern lui-même : « Serrati était involontairement devenu une force contre-révolutionnaire internationale ».

## Les débats au Congrès

### Ouverture des discussions
À la veille du congrès, on distribue le texte de la direction sur la période écoulée depuis le Congrès de Bologne. On y trouve mis en évidence d'importantes augmentations des effectifs du parti lors des deux dernières années : le PSI, de 1 891 sections et 81 464 inscrits en 1919, passe à 4 367 sections et 216 327 inscrits en 1921. On retrouve également une telle augmentation dans les mandats parlementaires (de 47 à 156) et dans les gouvernements des collectivités locales (350 communes et 8 provinces lors du XVIe Congrès, 2 500 communes et 25 provinces en janvier 1921).
Après les dernières réunions de faction lors de la matinée du 15 janvier, le congrès est ouvert à 14 heures par le président provisoire Giovanni Bacci, qui rappelle l'anniversaire de l'insurrection spartakiste de 1919. Francesco Frola lit lui le message envoyé par le Comité exécutif de l'Internationale communiste, très dur envers la fraction unitaire, dont l'action y est définie comme « la réalisation des prévisions les plus défavorables », en plus de ceux de l'aile gauche du Parti socialiste suisse et des partis communistes autrichien, hollandais et espagnol. Le message de ce dernier est un réquisitoire direct contre Serrati et provoque des contestations et des polémiques. Paul Levi est également présent au nom du Parti communiste d'Allemagne, et appelle dans son intervention à la constitution d'un parti communiste en Italie également. Secondino Tranquilli (plus tard connu sous le pseudonyme d'Ignazio Silone) s'exprime lui au nom de la Fédération de jeunesse, et laisse déjà entendre l'entrée des jeunes dans le nouveau Parti communiste.
Le débat sur l'orientation du parti s'ouvre ensuite, le premier à intervenir étant Antonio Graziadei, dont la fraction, dite "circulaire", est née avec l'objectif de rechercher l'unité entre communistes et maximalistes : posant comme condition essentielle le respect des délibérations de la IIIe Internationale, les membres de cette fraction (dont font partie, en plus de Marabini, également Enio Gnudi et Ilio Barontini) considèrent encore possible d'emporter une majorité autour des positions du Komintern, et proposent d'adopter le nom de compromis de "parti socialiste communiste italien". Graziadei plaide pour la cause de la "scission à droite" et critique durement le comportement distant des maximalistes, qui « entendent l'autonomie comme la faculté de demander la non exécution des thèses de Moscou », et réaffirme que, si la tentative de médiation échoue, sa faction votera dans tous les cas en faveur de l'Internationale et de la faction communiste.

### Kabakčiev contre Serrati

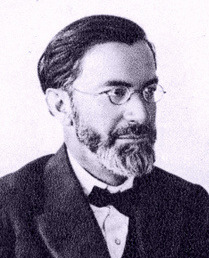
Christo Kabakčiev

Le matin du 16 janvier, le délégué du Parti communiste bulgare et de l'Internationale, Christo Kabakčiev, présente son texte : écrit en français et lu en traduction par Francesco Misiano, il aborde en premier la situation politique dans les Balkans, avant de passer à la question italienne, développant en détail le thème de la très mauvaise situation économique et financière du pays au lendemain de la Première Guerre mondiale, et indiquant la voie révolutionnaire comme unique solution pour sortir de la crise. Un tel objectif est à poursuivre en excluant tous ceux qui lui font obstacle, c'est-à-dire les réformistes : selon le délégué bulgare, une telle scission entre forces révolutionnaires et non révolutionnaires, déjà advenue dans de nombreux pays, est nécessaire également en Italie, afin que le continent européen tout entier soit prêt au bouleversement final devant porter à la paix et à la solution des problèmes de chômage et de misère provoqués par les politiques bourgeoises.
Le texte de Kabakčiev est particulièrement dur envers Serrati, accusé de réformisme et d'opportunisme : il entraîne ainsi de fortes tensions et du tumulte, au point que le meneur maximaliste lui-même est contraire de monter à la tribune pour ramener le calme. Dans la suite de l'intervention du délégué bulgare, il répète que « la CGL et le PSI n'ont pas accompli leur devoir », n'ayant pas orienté la lutte du prolétariat italien vers l'objectif principal, la conquête du pouvoir politique. Il pointe également le doigt contre l'appartenance du syndicat à l'Internationale syndicale d'Amsterdam, désignée comme « un des soutiens les plus importants de la bourgeoisie internationale », et contre l'aval de Serrati à cet état des choses. La dernière partie du discours est centrée sur l'analyse des risques qu'une révolution attirerait sur l'Italie en termes de blocus économiques et d'actions belliqueuses de la part des pays capitalistes, qui porteraient au prolétariat des souffrances analogues à celles supportées par le prolétariat russe, mais qu'il est néanmoins nécessaire d'affronter « pour briser les chaînes de l'esclavage capitaliste et pour s'en émanciper définitivement ».
Dans la session de l'après-midi, présidée par Argentina Altobelli, Adelchi Baratono intervient au nom des maximalistes et plaide la cause de l'unité du parti, désignant les distinctions entre communistes purs et unitaires comme artificielles et inconséquentes, et soulignant que la révolution a été freinée non tant par l'action des réformistes que par « l'orientation non pleinement révolutionnaire des masses ». Baratono revendique ensuite la loyauté de sa faction envers l'Internationale, insistant néanmoins sur le fait que « il ne faut pas recopier exactement le croquis russe sur le mode de l'adaptation révolutionnaire ». L'orateur répète la requête faite à Moscou de laisser au parti italien la possibilité d'évaluer les questions de caractère national et de pouvoir œuvrer avec la collaboration des bolcheviks, et non simplement en recevoir des ordres. Baratono, bien que refusant le jugement de collaborationnisme contre l'aile droite du parti ( « nos hommes de droite d'Italie correspondent de plus à des hommes de gauche dans d'autres pays »), n'exclut pas néanmoins de lancer une révision périodique des sections et processus continu d'épuration, sans détruire « cet organisme complexe et merveilleux qu'est aujourd'hui le Parti socialiste italien ».

### Le parti révolutionnaire
La troisième journée est marquée par les discours de Costantino Lazzari et d'Umberto Terracini. Lazzari, membre de la fraction minoritaire des "révolutionnaires intransigeants", critique les scissionnaires et, faisant référence à Marx, souligne que l'unité du prolétariat est indispensable, qui donnerait force à la IIIe Internationale, et que la distinction entre communisme et socialisme est factice ; rendue nécessaire pour une question de terminologie en Russie, où « les réformistes aussi s'appellent révolutionnaires », elle est infondée en Italie : « ce serait une fausse apparence de faire croire que le Communisme est quelque chose de différent du Socialisme ». Lazzari conteste aussi le fait que les russes ne tiennent pas compte du fait qu'en Italie, à la différence de beaucoup d'autres pays, les courants sociaux-démocraties ont déjà été expulsés depuis longtemps, et rappelle à ce propos l'épuration subie en 1912 par Leonida Bissolati, Ivanoe Bonomi, Angiolo Cabrini et Guido Podrecca. Lazzari se dit donc contraire à l'expulsion de l'aile droite du parti, selon le principe « liberté dans la pensée et discipline dans l'action ».
Terracini, qui targue le courant communiste d'être le seul à ne pas avoir dérogé des décisions du Congrès de Bologne, évoque la nécessité de modifier un parti né des décennies auparavant, avec des objectifs différents de ceux actuels. Après avoir analysé la tendance historique du mouvement ouvrier italien vers la prise du pouvoir, le membre du courant communiste souligne la nécessité de la mise au point d'instruments (un parti révolutionnaire) qui lui soient adaptés,. Terracini exhorte le parti à se conformer aux 21 points de l'Internationale en expulsant les réformistes, dont il suffit pour se séparer de tenir de leur conviction qu'il est possible d' « arriver au pouvoir à travers le régime parlementaire » et de leur absence de reconnaissance de la « validité universelle de la révolution bolchevique ». Terracini affirme qu'une telle révolution est à accepter intégralement, et en défend les concepts de dictature du prolétariat et de socialisation de la production.
Le réformiste Gino Baldesi prend la parole lors de la matinée du 18 janvier, et juge victorieuse la bataille syndicale de 1920, soulignant qu'il était inévitable que les organisateurs syndicaux soient « tous un peu à droite », non par « mentalité social-démocrate » mais en raison de la nécessité de s'occuper quotidiennement des différentes problématiques et des différents conflits du prolétariat à l'intérieur d'une société bourgeoise. Baldesi conteste la possibilité d'appliquer la dictature du prolétariat dans un pays avancé comme l'Italie, définissant une telle hypothèse comme irréalisable, et relance l'idée, plausible si le socialisme parvient à obtenir au sud le même appui qu'au centre-nord, d'une conquête du pouvoir à travers les élections. Le membre de la CGL, après avoir soutenu qu'il aurait été plus judicieux de dédier le congrès au débat sur les 21 points plutôt qu'au thème de l'expulsion des réformistes, proclame que les membres de sa faction accepteront la discipline de la majorité au nom de l'unité du parti.

Durant l'après-midi, le congrès prend position contre la détention et le risque d'extradition des socialistes hongrois tentant d'échapper au régime de Miklós Horthy et arrêtés en Italie. Tout de suite après, Vincenzo Vacirca, membre des intransigeants, prend la parole, et avance qu'une des causes de la réaction se trouve dans l'apologie de la violence révolutionnaire, qui ne peut vaincre la violence bourgeoise. L'orateur sicilien s'arrête également sur les problématiques de l'Italie méridionale, soulignant que pour transformer le parti en une structure réellement nationale, il est nécessaire de développer aussi au sud une organisation politique et syndicale jusqu'alors absente, capable de briser les propriétés latifondiaires et d'arriver à une amélioration des méthodes de production et des conditions de travail. Vacirca aussi, qui a un échange très tendu avec Nicola Bombacci (ce dernier allant jusqu'à sortir un revolver) pendant son intervention, réaffirme l'acceptation des 21 points, mais sous réserve de pouvoir les discuter et d'en proposer des modifications.

### «Dictature bourgeoise ou dictature prolétarienne»
Le 19 janvier, la séance s'ouvre sur la commémoration d'Andrea Costa pour l'anniversaire de sa mort. Amadeo Bordiga monte ensuite à la tribune et s'attaque à l'histoire entière du socialisme d'avant-guerre, l'accusant d'être devenu dans les dernières décennies une force conservatrice ayant remplacé la conception marxiste du conflit violent entre les classes par une vision pacifique petite-bourgeoise. Pour Bordiga, l'intérêt du prolétariat ne peut pas se réaliser dans les cadres du mécanisme politique actuel, à travers la poursuite de conquêtes graduelles et de résultats partiaux ne posant pas l'objectif du renversement de l'État bourgeois, suivant en cela une stratégie sociale-démocrate dont la Première Guerre Mondiale a démontré la fausseté. Le délégué communiste explicite le dilemme « dictature bourgeoise ou dictature prolétarienne », soulignant que la social-démocratie, là où elle est arrivée au pouvoir, comme en Ukraine ou en Géorgie, a trahi ses propres théories de liberté et a agi contre le prolétariat.
Bordiga rappelle ensuite la nécessité d'accepter les 21 points et, en réponse à la position de ceux qui les considèrent inapplicables hors de Russie, insiste sur leur valeur universelle et avance qu'ils sont peut-être même moins utiles justement là où le pouvoir a déjà été conquis. L'orateur conclut en appelant à la lutte sans exclure aucun coup contre les adversaires de la Révolution et à l'instauration de la république des soviets. 
Serrati s'exprime également durant la matinée, centrant son discours sur une série de reproches contre le comportement de l'Internationale à l'égard du PSI, pointant le doigt contre la disparité du traitement réservé aux socialistes italiens par rapport à celui des socialistes français de la SFIO lors du Congrès de Tours, où ont été tolérés sans ultimatum les « droitiers », les « patriotards » et les « franc-maçons ». Ce type d'évaluation se focalise de plus sur l'attitude des délégués de l'Internationale, en particulier Kabakčiev (mais également Rákosi), remplaçants de dernière minute de Zinoviev et Boukharine (auxquels les autorités italiennes ont refusé d'accorder un visa) et qui apparaissent plus intransigeants que Zinoviev lui-même au congrès du Parti social-démocrate indépendant d'Allemagne ou que Clara Zetkin à Tours. Dans la partie finale de son intervention, Serrati s'attarde sur l'unité du Parti socialiste italien comme unique espoir « pour la Russie des Soviets », à la lumière de l'étouffement des mouvements communistes en Finlande, en Estonie, en Pologne, en Yougoslavie, en Tchécoslovaquie, en Bulgarie et en Roumanie, de la scission de la Confédération générale du travail en France et du contrôle de la masse travailleuse anglaise par le labourisme conservateur. 

### L'applaudissement des maximalistes pour Turati

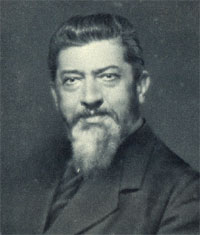
Filippo Turati.

L'intervention de Filippo Turati dans l'après-midi démontre le profond fossé idéologique qui le sépare des communistes : il en émerge en effet le net refus de toute solution révolutionnaire et une défense acharnée du réformisme socialiste et de son « œuvre quotidienne de création de la maturité des choses et des hommes », qui survivra au « mythe russe » derrière lequel, selon le parlementaire, se cache le nationalisme. Turati se déclare, bien qu'y voyant certaines ambiguïtés, favorable à la motion de Reggio d'Émilie, attaque le principe du recours à la violence, caractéristiques des minorités et du capitalisme, et souligne que la dictature prolétarienne doit être majoritaire, et donc démocratique, pour ne pas se transformer en une pure oppression. 
Même les maximalistes applaudissent fortement le discours, ce qui pousse ensuite le secrétaire du parti, Egidio Gennari, à souligner que les réformistes, qui ont toujours représenté un danger car ils ne sont jamais restés fidèles à la discipline, « sont beaucoup plus nombreux dans le parti qu'on ne pouvait le croire ».
Le succès rencontré par Turati fait dire à sa compagne Anna Kuliscioff que le meneur réformiste, « d'accusé presque condamné », est « devenu triomphateur du congrès ». L'ex-socialiste Benito Mussolini donne un jugement analogue dans les colonnes du Popolo d'Italia, où il évoque l' « affaire de ce quasi-expulsé qui finit par triompher ». Le futur duce en donne le mérite au fascisme : en ayant « démantelé et dispersé rapidement les violents dans les provinces où ils avaient organisé la terreur rouge », il a permis le retour en vogue du « socialisme traditionnel ».

### Vers la scission

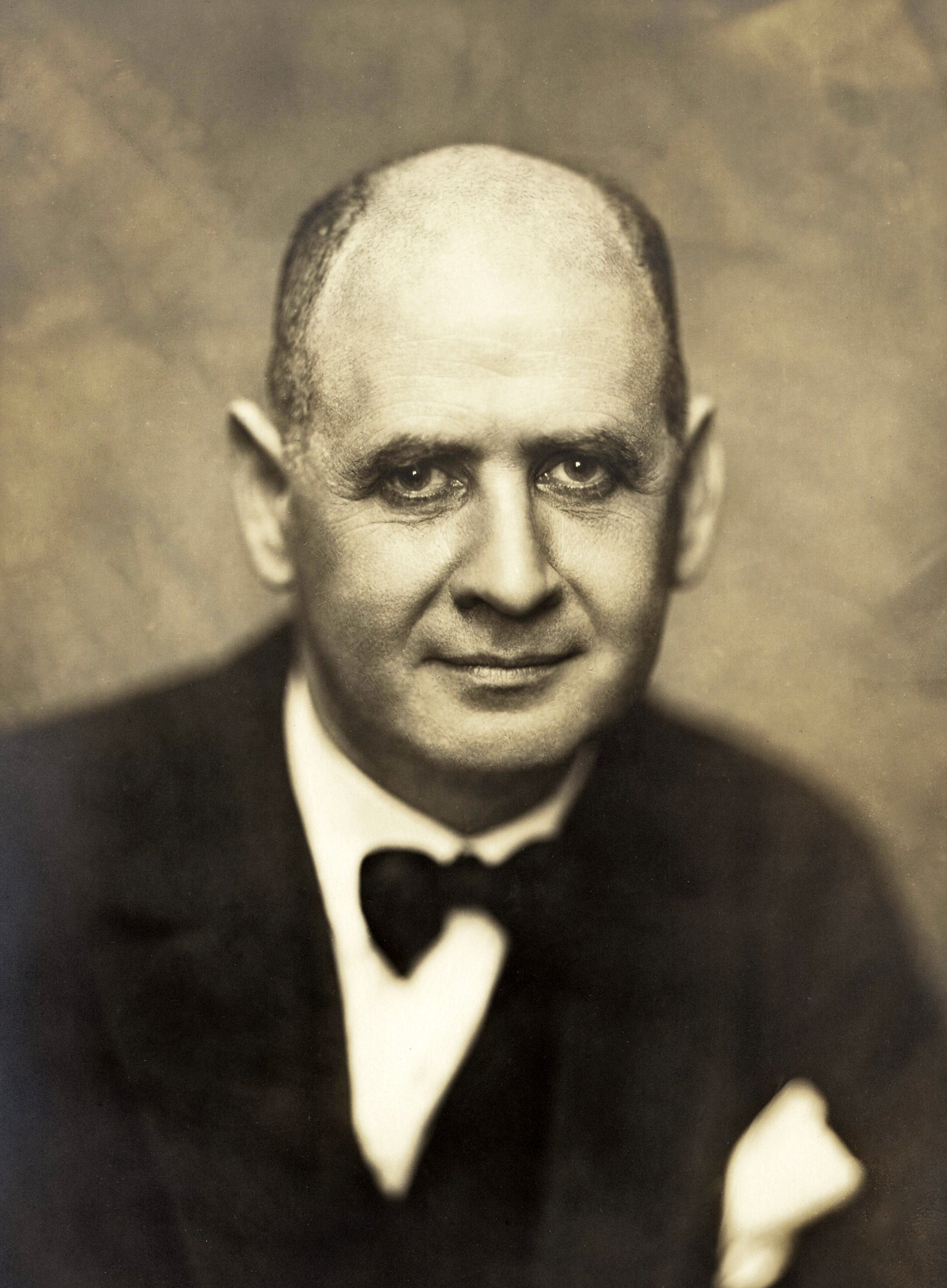
Le délégué allemand, Paul Levi

Nicola Bombacci évoque une séparation douloureuse mais nécessaire à la lumière de la période révolutionnaire traversée par l'Italie et du besoin de clarification (comme dans le reste du monde) au sein du mouvement socialiste, entre ses « deux écoles ». L'intervenant suivant est Anselmo Marabini, membre de la tendance "circulaire", qui explique sa faction votera pour « la motion qui sera soutenue par les représentants de la Troisième Internationale », accusant les unitaires de diviser le parti à droite comme à gauche au nom de l'unité.
Il est alors évident que tout espoir d'éviter la rupture, même mince, est désormais dépassé, ce dont ont pris conscience également Graziadei et Paul Levi, qui avaient pourtant tenté jusqu'au jour précédent d'effectuer une médiation auprès de Serrati afin d'obtenir l'expulsion des réformistes et l'unité du reste du parti. Ils sont toutefois arrêtés par les délégués du Komintern : Rákosi, en particulier, dira plus tard avoir télégraphié à Moscou pour demander de nouvelles directives, et obtenant en réponse l'autorisation de poursuivre sur la voie de la scission.
On arrive ainsi à la sixième journée du congrès, celles des votes. Il y a cependant d'abord place à d'autres interventions, comme celle de Jules Humbert-Droz, qui, comme Rosa Bloch précédemment, évoque la scission imminente des communistes du Parti socialiste suisse et appelle le Parti socialiste italien, qui a été un exemple pendant et après la guerre, à ne pas tourner le dos à la IIIe Internationale. Costantino Lazzari prend également la parole et annonce retirer sa motion pour se rallier à celle des unitaires. Il est ensuite suivi de Kabakčiev, qui affirme sur un ton péremptoire que les factions ne votant pas pour l'expulsion des réformistes seront à leur tour exclues de l'Internationale. Après une demi-heure de polémiques et d'incidents, Misiano lit une déclaration conjointe de Kabakčiev et Rákosi, selon lesquels la seule motion acceptable est celle présentée par les communistes. 

## L'issue du vote

### Le départ des communistes
À la suite du retrait des documents de la faction circulaire et de la celle des intransigeants, le vote porte sur trois motions : celle unitaire ou "de Florence" (signée par Baratono et Serrati), celle communiste ou "d'Imola" (signée par Bordiga et Terracini) et celle réformiste ou "de Reggio d'Émilie" (signée par Baldesi et D'Aragona).
Le président Bacci donne les résultats, conformes à ceux observés lors des congrès provinciaux, lors de la matinée du 21 janvier : sur 172 487 suffrages valides, les délégués en assignent 98 028 aux unitaires, 58 783 aux communistes et 14 695 aux réformistes, avec des abstentions au nombre de 981. La victoire de la motion Baratono-Serrati est suivie par l'intervention de Polano (qui annonce que la Fédération de la jeunesse socialiste « choisit de suivre les décisions que prendra la faction communiste ») et de l'annonce de Bordiga que, la majorité du congrès ayant choisi de se placer hors de la IIIe Internationale, les délégués de la motion communiste s'apprêtent à abandonner la salle. En effet, les communistes sortent tout de suite après du Théâtre Goldoni en chantantL'Internationale et vont se réunir au Théâtre San Marco,.
Là-bas, les délégués ayant quitté le congrès socialiste tiennent le Ier Congrès du Parti communiste d'Italie et ratifient la naissance du nouveau parti, rejoints quelques jours plus tard, comme annoncé, par l'organisation de la jeunesse. La décision de prendre la dénomination de Fédération de la jeunesse communiste italienne est ensuite adoptée par celle-ci par 90 % des voix lors d'un congrès à Florence, le 27 janvier.

### La motion Bentivoglio
Les délégués des autres motions poursuivent eux les discussions sur trois ordres du jour, parmi lesquels est approuvé à l'unanimité un texte signé par Paolo Bentivoglio, réaffirmant l'adhésion du PSI à l'Internationale communiste « en en acceptant sans réserve les principes et la méthode », et protestant contre la déclaration d'exclusion exprimée par le représentant du Comité exécutif « sur la base d'un désaccord d'évaluation d'atmosphère et de contexte, qui pouvait et devait être éliminé par une œuvre de clarification amicale et d'entente fraternelle ». On espère en effet que la controverse sera apaisée au prochain congrès du Komintern, en accusant Kabakčiev d'avoir subi excessivement la pression des scissionnaires et d'avoir dépassé les limites de son mandat.
La matinée voit également l'élection de la nouvelle direction du PSI, exclusivement composée par des unitaires. Deux députés font également partie de la liste élaborée par la commission spéciale de la fraction majoritaire : Gaetano Pilati, en qualité de représentant de la Ligue prolétarienne des mutilés et des anciens combattants, et Giovanni Bacci, président de la Société Éditrice Avanti! et habitant à Rome, d'où il lui est plus facile de travailler au siège de la direction. La proposition est contestée par Giuseppe Romita, qui juge incompatibles le rôle de membre de la direction et celui de détenteur d'une charge publique, dont la direction elle-même devrait être sous le contrôle, mais l'assemblée approuva malgré cela la liste avec une large majorité. En plus de Pilati et Bacci, on y trouve Serrati (également confirmé à la direction de l'Avanti!), Baratono, Sebastiano Bonfiglio, Franco Clerici, Domenico Fioritto, Giuseppe Mantica, Giuseppe Parpagnoli, Giuseppe Passigli, Alojz Štolfa, Emilio Zannerini, Raffaele Montanari et Eugenio Mortara.
Les travaux du congrès prennent fin à 13 heures, après que le président Bacci en ait exhorté les participants à reprendre tout de suite le travail « dans les Sections, dans le Parti, dans le Pays, dans l'Internationale », et que les délégués restés au Théâtre Goldoni ait acclamé le socialisme et la Révolution russe et chanté L'Internationale et Bandiera Rossa.

## Les suites du Congrès

### L'avènement du fascisme
L'issue du congrès est saluée par la presse bourgeoise, qui insiste sur la nécessité de se réjouir de la sortie des communistes du Parti socialiste : La Stampa du 22 janvier 1921 parle d'une « victoire de ce qui est logique, naturel et normal » et souligne que « la fièvre » a été chassée du PSI, ceci grâce à la « méthode libérale » qui, laissant agir et ne réprimant pas le socialisme, a empêché que le « courant extrême » et le « révolutionnarisme anarchisant » puissent se renforcer jusqu'à bouleverser et empoisonner « la vie de la nation ». Ce jugement positif de la part de la bourgeoisie italienne n'entraîne pas cependant une réduction de la violence réactionnaire, qui continue à être encouragée par les industriels et les propriétaires terriens. 
La question de la réaction fasciste a été fortement sous-estimé pendant le congrès,. En effet, peu de personnes envisagent alors une modification majeure du cadre politique et institutionnel, bien que le phénomène de la violence squadriste a déjà pris de l'importance depuis l'automne 1920 (la tuerie du Palais d'Accursio date du 21 novembre), au point que pendant les jours mêmes du Congrès de Livourne, Mussolini rappelle les « sacro-saintes corrections fascistes », dont sont « pleines les croupes » des socialistes, et « les coups de revolver et les flambées » qui ont permis d'éliminer « la terrible ivresse russe du bolchevisme italien ». Dans la ville même de Livourne, la présence fasciste, bien que freinée par l'intervention du gouvernement, est si forte que Francesco Misiano, menacé de mort, doit se rendre et rentrer du congrès protégé par une garde du corps. Après la scission, le déferlement de la droite subversive contraint le prolétariat à se trouver, non face à l'hypothèse de la conquête du pouvoir et de l'assaut à l'État bourgeois, mais à la défense désespérée face aux attaques contre les Chambres du travail, les coopératives, les ligues paysannes, les journaux ouvriers et les militants eux-mêmes.
Ceci pousse Antonio Gramsci, en 1923, à une réflexion critique, portant non pas sur la justesse de la scission, mais plutôt sur sa "manière", c'est-à-dire sur le fait que la faction communiste, dans la phase précédant le Congrès de Livourne, n'a pas réussi à conduire la majorité du prolétariat vers l'Internationale, ouvrant ainsi la voie à l'avènement du fascisme.
Les élections suivantes, le 15 mai 1921, voient les fascistes appuyés par l'ensemble des partis bourgeois (à l'exception du Parti populaire) au sein des Blocs nationaux, une formation fortement conservatrice et anti-socialiste. Les mussoliniens obtiennent 35 sièges, contre 15 pour le PCd'I à peine fondé (presque trois cent mille voix) et 122 pour le PSI (plus d'un million et demi de suffrages). La continuation des violences pousse le Parti socialiste et la CGL à signer en août un pacte de pacification avec les fascistes, dans un sens de trêve humanitaire ne portant pas atteinte à l'intransigeance politique, et rompu fin septembre avec l'assassinat du syndicaliste Giuseppe Di Vagno par un groupe squadriste. La ligne plus extrémiste du fascisme s'impose, Mussolini lui-même ayant compris les possibilités offertes par un retour à la violence dans un contexte particulièrement favorable, dans lequel le nouveau gouvernement Bonomi ne s'oppose pas au terrorisme squadriste, et même en est fondamentalement le complice.
Le déchaînement de la réaction en Italie, en même temps que l'échec de la tentative de révolution en Allemagne connue sous le nom d'"Action de mars", les difficultés de politique intérieure en Russie et la fin de l'avancée de l'Armée rouge dans la guerre contre la Pologne, est déjà, au printemps 1921, une des causes principales d'un début de recentrage des positions du Komintern, qui prend acte de la fin d'une période de grand enthousiasme révolutionnaire. Les conditions mondiales de la lutte des classes ont subi un recul général, et Zinoviev lui-même souligne le ralentissement du « temps de la révolution prolétarienne internationale ».

### Le rapport avec Moscou

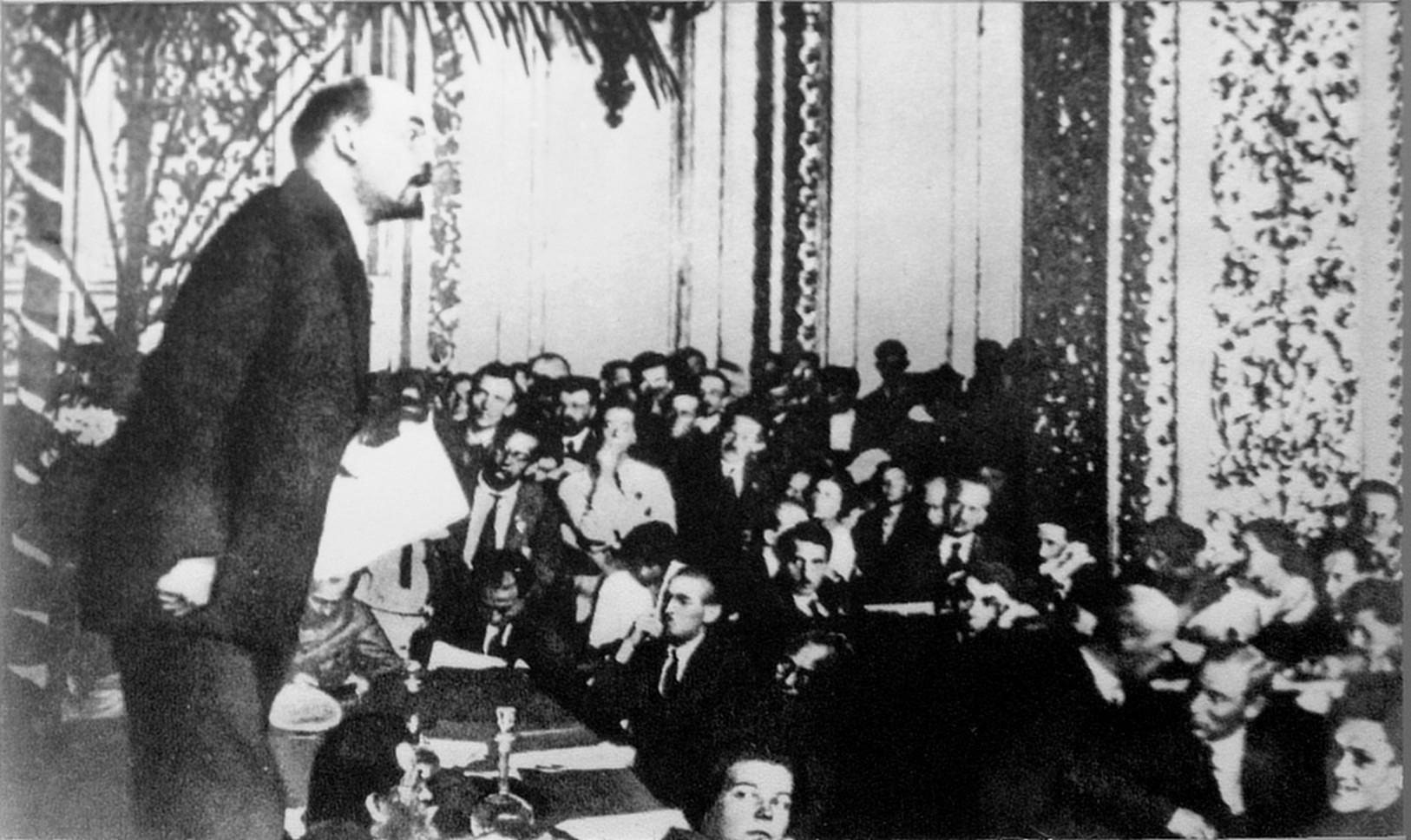
Intervention de Lénine au IIIe Congrès du Komintern

Cette phase de reflux, examinée en profondeur par Lénine, Trotsky et Radek, porte, lors du IIIe Congrès du Komintern à l'été 1921, à l'élaboration de la tactique du « front unique », centrée sur la nécessité de rassembler les forces de la classe ouvrière en recourant éventuellement à des alliances temporaires avec les forces réformistes, sans renoncer pour autant à leur critique de principe,,. Cette position est attaquée par la forte minorité de gauche guidée par Boukharine, et Umberto Terracini conteste également la nécessité d'attendre de gagner la majorité du prolétariat avant de démarrer la lutte pour le pouvoir, et recevant pour cela de durs reproches de la part de Lénine. Une phase de désaccord profond entre le Komintern et le Parti communiste d'Italie débute ainsi, ce dernier gagnant « une réputation internationale d'extrémisme qui en mina la politique dès le départ » et qui, bien qu'acceptant par discipline les directives de Moscou, rechigne à une application effective et rigoureuse du front unique en Italie.
La nouvelle situation internationale n'empêche pas le congrès du Komintern d'émettre un jugement positif sur la scission advenue à Livourne et de reconfirmer le PCd'I comme étant son unique section italienne, rejetant le recours avancé par le PSI à travers la motion Bentivoglio,. Le PSI, et en particulier le comportement de Serrati, sont durement critiqués dans le rapport de Zinoviev et dans de nombreuses interventions, dont celle de Lénine, qui stigmatise le choix de « marcher avec 14 000 réformistes contre 58 000 communistes ». Cependant, dans l'optique de tenter de récupérer une partie des maximalistes unitaires, les délégués du PSI présents à Moscou (Costantino Lazzari, Fabrizio Maffi et Ezio Riboldi) sont invités à plaider de nouveau pour l'expulsion de l'aile droite. 
Rentrés en Italie, ces trois délégués constituent une faction dit "troisième-internationaliste" en vue du XVIIIe Congrès du Parti socialiste, programmé pour le mois d'octobre 1921 à Milan. Leur motion n'obtient cependant que très peu de voix, la ligne des maximalistes de Serrati l'emportant largement : celle-ci rejette toute hypothèse d'épuration, bien que réaffirmant la volonté du PSI de faire partie de l'Internationale de le refus des parlementaires socialistes à collaborer avec un gouvernement limitant les libertés civiles et politiques des travailleurs, ce qui est en revanche demandé par la motion réformiste soutenue par Turati,. La question de l'expulsion des réformistes est finalement résolue au XIXe Congrès, en octobre 1922, à Rome, après que Turati ait participé aux consultations lors de la crise du gouvernement Facta : les maximalistes, guidés par Serrati et Maffi, décrètent l'expulsion de l'aile droite, laquelle, avec une faction maximaliste dissidente se détachant de la majorité et comptant notamment parmi elle Adelchi Baratono, fonde le Parti socialiste unitaire,. L'issue du XIXe Congrès est saluée par l'Avanti! du 4 octobre 1922 par un éditorial éloquemment intitulé Libération, qui souligne comme la vie du parti a jusqu'alors été « paralysée, engourdie, par le conflit » entre une tendance représentant « la dégénération démocratique et parlementaire du socialisme » et une autre incarnant, au contraire, « la continuité historique du socialisme révolutionnaire ».

## Cinéma et télévision
Le XVIIe Congrès du PSI a fait l'objet d'un documentaire d'époque d'une durée de 34 minutes, aujourd'hui conservé à la Cinémathèque de Bologne sous le titre Hommes et voix du congrès de Livourne. Le congrès est également brièvement illustré dans le premier épisode (L'educazione politica) du feuilleton de Raffaele Maiello diffusé sur la Rai en 1981, Vita di Antonio Gramsci. Il est également le thème en 2014 d'une émission de Il tempo e la storia sur Rai 3, avec comme invité l'historien Giovanni Sabbatucci.

### Livres
- Giorgio Amendola, Storia del Partito comunista italiano 1921-1943, Rome, Editori Riuniti, 1978.
- Gaetano Arfé, Storia del socialismo italiano (1892-1926), Turin, Einaudi, 1965.
- Luigi Cortesi, Le origini del PCI, 2e édition, Roma, Franco Angeli, 1999,  (ISBN 88-464-1300-8). 1re édition Bari, Laterza, 1972.
- Giorgio Galli, Storia del Partito Comunista Italiano, Milan, Il Formichiere, 1976.
- Luciano Guerci, Il Partito Socialista Italiano dal 1919 al 1946, Bologne, Cappelli, 1969.
- Jules Humbert-Droz, L'Internazionale comunista tra Lenin e Stalin, Milan, Feltrinelli, 1974. 1re édition originale  Mémoires de Jules Humbert-Droz, Neuchâtel, Éditions de la Baconnière, 1969.
- Giovanni Sabbatucci (directeur), Storia del socialismo italiano, vol. III, Rome, Il Poligono, 1982.
- Giuseppe Sotgiu, La crisi socialista, Roma, Ercoli, 1945.
- Paolo Spriano, Storia del Partito Comunista Italiano, vol. I, Turin, Einaudi, 1967.
- Edoardo e Duilio Susmel (a cura di), Opera Omnia di Benito Mussolini, vol. XVI, Florence, La Fenice, 1990. 1re édition 1955.
- Palmiro Togliatti, Il partito comunista italiano, Editori Riuniti, 1961.
- Vittorio Vidotto, Il Partito Comunista Italiano dalle origini al 1946, Bologne, Cappelli, 1975.

### Articles
- Jules Humbert-Droz, Livorno!La victoire de Turati en Italie, in Le Phare, an II, n. 17, Genève, février 1921,  p. 277-283.
- I due Congressi, in L'Ordine Nuovo, an I, n. 22, Turin, samedi 22 janvier 1921.
- Il congresso internazionale comunista decide sulla questione italiana, in Il Comunista, Rome, 24 juillet 1921.
- Lénine, La lotta delle tendenze nel Partito Socialista Italiano, in Avanti!, Turin, 10 décembre 1920. Ed. orig. O bor'be vnutri Ital'janskoj Socialističeskoj Partii, in Pravda, n. 250, Moscou, 7 novembre 1920.
- Liberazione, in Avanti!, Milan, 4 octobre 1922.
- Benito Mussolini, Asfissia, in Il Popolo d'Italia, an VIII, n. 17, Milano, 20 janvier 1921.
- Giacinto Menotti Serrati, Risposta di un comunista unitario al compagno Lenin, in Avanti!, Turin, 16 décembre 1920.
- Ottavio Pastore, Il Congresso di Livorno nei ricordi di un giornalista (PDF), in L'Unità, Rome, 21 janvier 1949,  p. 3.
- Grigorij Zinov'ev, A la veille du III Congrès de l'Internationale communiste, in L'Internationale communiste, an II, n. 16, Paris, 13 mars 1921.
- Vittoria liberale, in La Stampa, an 55, n. 19, Turin, 22 janvier 1921,  p. 1.

### Actes du congrès
- La Questione Italiana al Terzo Congresso della Internazionale Comunista, Rome, Rinascita, 1980. Réimpression de la première édition, Rome, Libreria editrice del Partito Comunista d'Italia, 1921.
- Protokoly X sʺezda RKP(b), Moscou, Partizdat, 1933. Première édition Desjatyj sʺezd Rossijskoj kommunističeskoj partii - stenografičeskij otčët 8 - 16 marta 1921, Moscou, Gosudarstvennoe izdatelstvo, 1921.
- Resoconto stenografico del XVII Congresso Nazionale del Partito Socialista Italiano, Milan, Edizioni Avanti!, 1963. Réimpression de la première édition, Milan, Società Editrice Avanti!, 1921.

### Vidéos
- Il tempo e la storia: La nascita del PCI, Rai 3, 16 décembre 2014.
- Raffaele Maiello, Vita di Antonio Gramsci: L'educazione politica, Rai 2, 1981.
- Uomini e voci del Congresso di Livorno, su Cineteca di Bologna, 1921.

## Textes pour approfondir
- Aldo Agosti, La Terza Internazionale. Storia documentaria, vol. I, Rome, Editori Riuniti, 1974.
- Lelio Basso, Il Partito socialista italiano, Milan, Nuova Accademia, 1958.
- Carlo Cartiglia, Il Partito socialista italiano 1892-1962, Turin, Loescher, 1978.
- M. A. Charlamova (directeur d'édition), Lenin e l'Italia, Moscou, Progress, 1971.
- Luigi Cortesi, Il socialismo italiano tra riforma e rivoluzione, Bari, Laterza, 1969.
- Giorgio Galli, Storia del socialismo italiano da Turati al dopo Craxi, Milan, Baldini Castoldi Dalai, 2007,  (ISBN 978-88-6073-082-4).
- Ruggero Giacomini, Gramsci e la formazione del Partito Comunista d'Italia, Naples, Cultura Operaia, 1975.
- Giovanni Grilli, Dalla settimana rossa alla fondazione del Partito comunista d'Italia, in Movimento operaio, Milan, maggio-giugno 1952.
- Helmut König, Lenin e il socialismo italiano 1915/1921, Firenze, Vallecchi, 1972. 1ª édition originale en allemand Lenin und der italienische Sozialismus 1915-1921, Cologne, Böhlau, 1967.
- Alfonso Leonetti (directeur d'édition), Gli atti di nascita del PCI (1920-21), Rome, Savelli, 1975.
- Aurelio Lepre, Silvano Levrero, La formazione del Partito comunista d'Italia, Rome, Editori Riuniti, 1971.
- Albert S. Lindemann, The Red Years: European Socialism vs. Bolshevism 1919-1921, Berkeley, University of California Press, 1974.
- Paolo Mattera, Storia del PSI. 1892-1994, Rome, Carocci editore, 2010,  (ISBN 978-88-430-5334-6).
- Angelo Molaioli (directeur d'édition), 1892-1982: PSI, novanta anni di storia, Rome, Partito Socialista Italiano, 1982.
- Claudio Natoli, La terza Internazionale e il fascismo (1919-1923), Rome, Editori Riuniti, 1982.
- Renzo Pecchioli (directeur d'édition), Da Gramsci a Berlinguer. La via italiana al socialismo attraverso i congressi del Partito Comunista Italiano. 1921-1984, vol. I, Milan, Edizioni del Calendario, 1985.
- Franco Pedone, Il Partito socialista italiano nei suoi congressi, vol. 3: 1917-1926, Milan, Edizioni Avanti!, 1963.
- Franca Pieroni Bortolotti, Il Partito Comunista d'Italia a Livorno: 1921-1923, in Rivista storica del Socialismo, n. 31, Milan, mai-août 1967.
- Ernesto Ragionieri, La Terza Internazionale e il Partito comunista italiano, Turin, Einaudi, 1978.
- Storia della Sinistra Comunista, vol. III, Milan, Il Programma Comunista, 1986.
- Filippo Turati, Anna Kuliscioff, Carteggio, vol. V, Turin, 1953.
- Giovanni Zibordi, Storia del Partito socialista italiano attraverso i suoi congressi, Reggio d'Émilie, La Giustizia, 1923.